# Aseraggodes lenisquamis
Aseraggodes lenisquamis är en fiskart som beskrevs av Randall 2005. Aseraggodes lenisquamis ingår i släktet Aseraggodes och familjen tungefiskar. Inga underarter finns listade i Catalogue of Life.